# 洛根鎮區 (內布拉斯加州伯特縣)
洛根鎮區（英語：Logan Township）是位於美國內布拉斯加州伯特縣的一個行政鎮區。

## 地方資料
洛根鎮區的面積為107.31平方千米，皆為陸地。根據2020年美國人口普查的數據，當地共有人口242人，而人口密度為每平方千米2.26人。